# Wincenty Ferdynand Lessel
Wincenty Ferdynand Lessel lub Lößel (ur. 17 czerwca 1756 w Jílové, zm. 15 czerwca 1831 roku w Sieniawie) – czeski kompozytor, naturalizowany w Polsce, wolnomularz.

## Życiorys
Przyszedł na świat jako syn Hansa Christopha i Rosiny Lößlów w Riegersdorf, będącym dziś częścią miasta Jílové u Děčína, gdzie został ochrzczony w dniu 17 czerwca 1756 roku. W młodości wyjechał do Drezna, gdzie studiował u Johanna Georga Schürera, a rzekomo także u Carla Dittersa von Dittersdorfa i Johanna Adama Hillera. 
Lessel przybył do Polski około 1780 roku. Rok później znalazł się na dworze Czartoryskich w Puławach, gdzie pełnił funkcję muzyka, kapelmistrza, kompozytora i pedagoga. Był ojcem znanego kompozytora, Franciszka Lessla. Był członkiem loży wolnomularskiej Göttin von Eleusis w 1787 roku.
Zmarł w Sieniawie 15 czerwca 1831 roku, dokąd przybył krótko przed śmiercią. Dwa dni później został pochowany na tamtejszym cmentarzu. 

## Twórczość
Twórczość Wincentego Lessela obejmuje utwory fortepianowe lub klawesynowe i pieśni, oraz zaginione utwory orkiestrowe i w większości zaginione utwory sceniczne: opery i operetki.

### Utwory sceniczne
- Matka Spartanka, opera (1786)
- Piast, opera (premiera: 1800)
- Płotka, operetka (premiera: 1802)
- Dwaj strzelcy i mleczarka, operetka (premiera: 1804)
- Dworek na gościńcu, operetka (premiera: 1818)
- Pielgrzym z Dobromila, operetka (premiera: 1819)

### Inne utwory
- Polonaise pour le clavecin (1780)
- Ariette pour le Clavecin ou pianoforte (wyd. 1800)
- Polonez B-dur na fortepian (wyd. 1805)
- Pieśń do Boga
- Do Ciebie Panie wznosim nasze prośby (pieśń, słowa A. Górecki)